# 巴德爾號巡防艦 (2022年)
巴德爾號巡防舰（PNS Badr FFG-281）是土耳其出口巴基斯坦海军的四艘巴布爾級巡防艦的二號艦，以土耳其海军的岛级巡防舰为蓝本改进而来。比土耳其的岛级巡防舰更重、更大，加大舰体长度以容纳垂直发射系统。該艦通過技術轉移，由巴基斯坦國內的卡拉奇造船廠建造，於2022年5月21日下水，預計在2023年服役。